# Басейн По
Басейн річки По — це частина суходолу, обмежена вододілом, з якої відбувається природний стік води в річку По.
Басейн річки По є річковим басейном 1-го порядку і є частиною басейну Адріатичного моря. Він складається з території, з якої вода тече в річку По безпосередньо або через її притоки. Його кордоном є вододіл із сусідніми вододілами. На заході це басейн Рони, на півночі басейни Рейну і Дунаю, на півдні басейни менших приток Лігурійського моря і на сході басейни менших приток Адріатичного моря. Найвища точка басейну — гора Монблан у Західних Альпах з висотою 4808 м.
Він охоплює кілька регіонів Італії та Швейцарії, а також незначні райони Франції та Австрії.

## Країни басейну
Басейн охоплює території 4 країн. У таблиці показано площі в окремих країнах, як зазначено у відповідних джерелах, у км².
| Країна    | cawater-info | AdbPo  |
| --------- | ------------ | ------ |
| Італія    | 82 200       | 71 057 |
| Швейцарія | 4 300        | [ 3 ]  |
| Франція   | 500          | [ 3 ]  |
| Австрія   | 90           | [ 3 ]  |
| усього    | 87 100       | 74 000 |

## чернетка

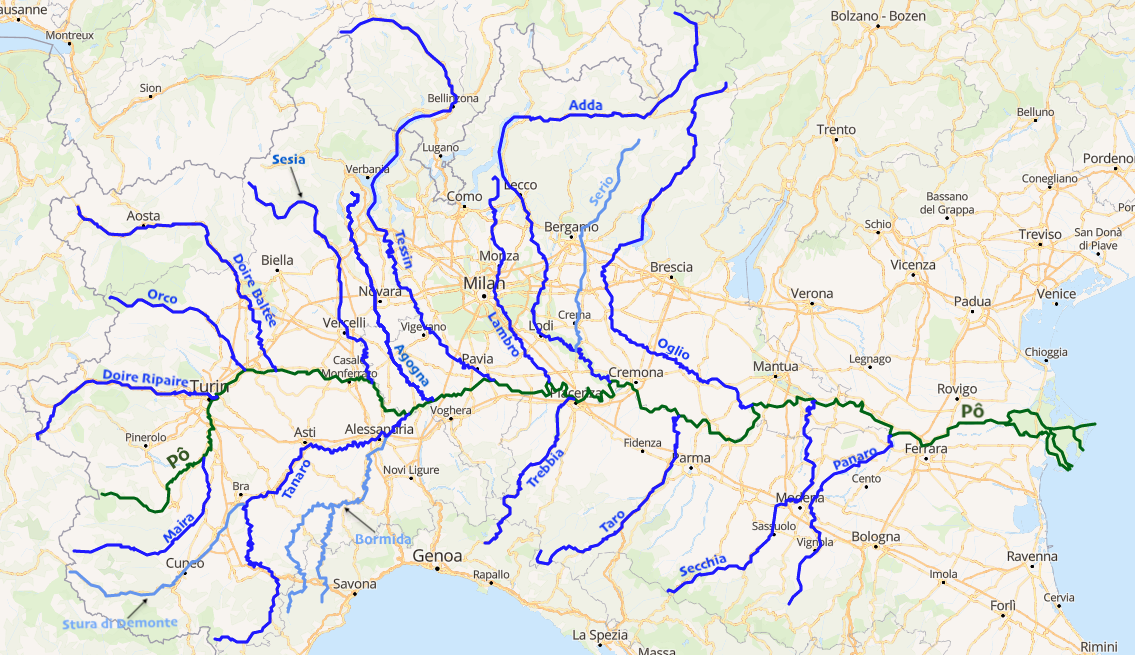
По та річки довжиною понад 100 км у її басейні (інтерактивна карта)